# Maxis (hypermarkt)

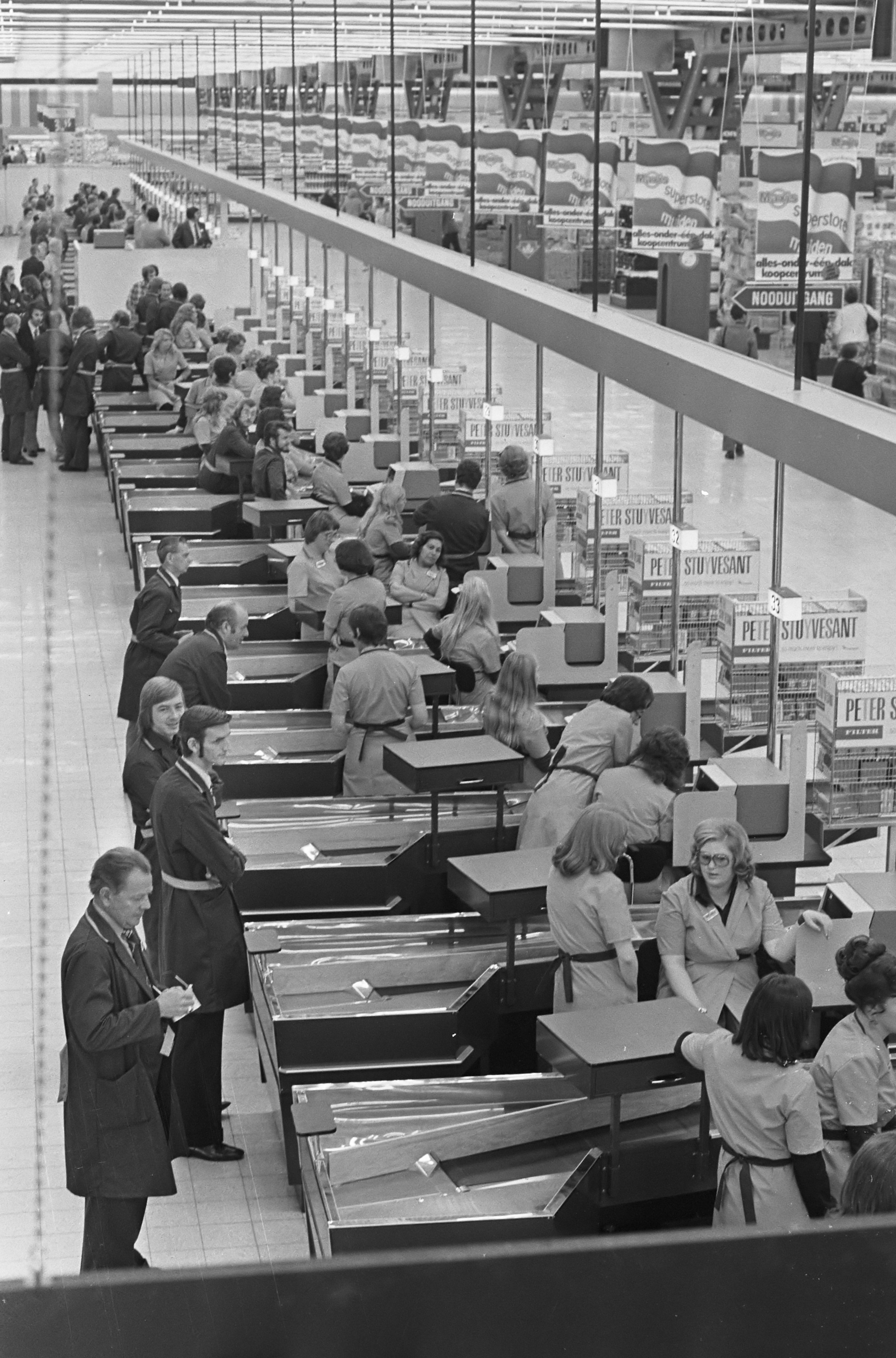
Kassa's in de Maxis hypermarkt tussen Diemen en Muiden. (Spaarnestad Photo, 11 september 1974)

Maxis was een keten van hypermarkten in Nederland, opgezet door het Bijenkorf-concern (KBB) in de jaren zeventig.
Tegelijkertijd stichtte het kruideniersbedrijf De Gruyter een aantal 'superstores' onder de naam Trefcenter. De Gruyter kwam in handen van SHV maar bleek na enkele jaren niet te redden. De Trefcenters werden verkocht aan KBB, die ze bij Maxis voegde.
De naam wordt sinds het jaar 2002 niet meer voor zelfstandige winkels gebruikt. Het wordt nog wel gebruikt voor het winkelcentrum Maxis Muiden.

## Verkoop aan SHV
In de jaren tachtig verkocht KBB het Maxis-bedrijf aan het Duitse Co-op-concern. Co-op ging begin jaren negentig failliet en SHV kocht in 1991 Maxis uit de boedel. SHV exploiteerde in die tijd ook de Europese Makro-filialen.
In 1996 verkocht SHV de filialen in Hoogvliet, Middelburg en Rijswijk aan Vendex Food Groep B.V. (toen onderdeel van Vendex, wat in 1998 gefuseerd is met De Boer Unigro N.V. tot Laurus). De drie vestigingen pasten niet goed in de Maxis-formule. Daarin werd gestreefd naar grootschalige winkels buiten de bebouwde kom waar de omzet voor de helft bestaat uit voedingsmiddelen en voor de andere helft uit 'non-food'. De filialen lagen in winkelcentra waar ze eerder een supermarkt- dan een warenhuisfunctie vervulden. Het accent lag meer op voedingsmiddelen dan wenselijk was in de optiek van Maxis. De vestigingen kregen de naam Konmar Superstores van Vendex in 1996. Door de financiële problemen van Laurus, die de supermarkten ondertussen had overgenomen van Vendex, werden de vestigingen in 2007 verkocht aan Albert Heijn. Albert Heijn heeft ze omgebouwd naar hun eigen formule.

## Verkoop aan Hermans Groep
In 1998 besloot SHV dat ze van hun supermarkt activiteiten afwilden, ze verkochten alle aandelen van Maxis aan de Hermans Groep die al de A&P supermarkten exploiteerde. Hierna gingen de Maxis-filialen verder onder de naam A&P Hypermarkt. Ook opende de Hermans Group een nieuwe vestiging van Maxis in Alkmaar, in de voormalige Grosmarkt (Wastora).

## Verkoop aan Schuitema
In 2000 werd de Hermans Groep overgenomen door Schuitema, het bedrijf achter C1000. Schuitema verkocht de Maxis-filialen in Arnhem en Alkmaar aan Albert Heijn. Deze vestigingen gingen verder onder de formule AH XL, een extra grote Albert Heijn. De overige vestigingen in Leeuwarden, Ede, Muiden en Venlo werden verbouwd tot winkelcentra met een extra grote C1000. In Muiden heeft Schuitema besloten om de naam Maxis te blijven gebruiken, omdat deze naam zeer bekend is in de regio.
Met de verbouwing van de Maxis-filialen naar winkelcentra kwam er een einde aan het  fenomeen hypermarkten in Nederland.

## Ombouw naar AH XL
Begin 2008 werd bekend dat er 57 C1000 Filialen over gingen naar Albert Heijn. Hieronder behoorden ook de C1000-filialen in Ede en Muiden die voorheen een Maxis waren. Op 16 juli 2008 werden ook deze filialen geopend onder de naam AH XL. In Muiden (4000 m²) en Ede (3100 m²) zitten nu de grootste XL-winkels van Albert Heijn. Zowel in Ede als Muiden zijn er ook Gall & Gall slijterijen gevestigd, daarnaast is er in Muiden ook een Etos drogisterij toegevoegd.

## Hypermarkten geen succes
In feite zijn megawinkels in Nederland nooit een groot succes geweest. De grootschalige gecombineerde verkoop van food en non-food onder een dak is niet van de grond gekomen. De hypermarkten voegen in de ogen van de consument weinig toe aan wat supermarkten of Blokker-achtige winkels bieden.
Al onder de oude Maxis-vlag en het bewind van SHV, leden de winkels een vreugdeloos bestaan, al waren er individueel uitzonderingen. Vooral de vestiging in Venlo heeft jarenlang gefloreerd. Maar als geheel was Maxis geen sterke speler in de levensmiddelenmarkt. Het concern maakte beperkt winst en er waren jaren bij dat het resultaat in rode cijfers werd geschreven. Zo leed Maxis in 1994 een verlies van 2 miljoen gulden.
De verkoop van de Maxis-winkels aan de Hermans Groep in 1998, leverde geen verbetering op, al had de nieuwe eigenaar grootse plannen met de megawinkels. Klanten zouden er 'live' via internet of fax de boodschappen kunnen doen en de gehaaste koper zou bestelde producten via een soort McDrive per auto kunnen ophalen. 'Ik geloof heilig in het fenomeen hypermarkt. De tijd is er rijp voor', sprak toenmalig Hermans-directeur E. Kersten tegenover Distrifood. Maar de plannen werden nooit uitgevoerd en de verwachtingen van Kersten bleken een illusie.
Sterker nog: onder de regie van de Hermans Groep werd de neergang versterkt. Illustratief voor die ontwikkeling is de gang van zaken bij de A&P hypermarkt in Venlo. De Hermans Groep investeerde vele miljoenen in die zaak die in mei 1999 na een grondige renovatie heropende. De winkel was de nieuwe standaard voor de hypermarkten van het Tengelmann-concern, sprak directeur W. Pijper enthousiast bij de opening van de winkel. Er werd gemikt op een klantenaantal van 30.000 per week die een omzet van drie miljoen gulden in het laatje zouden moeten brengen. Dat streefcijfer is nooit gehaald, melden betrouwbare bronnen. Zelfs een omzet van twee miljoen gulden wordt niet gehaald en dat is voor een winkel van 11.000 vierkante meter (3500 vierkante meter food) en 70.000 artikelen dramatisch laag.
Ook bij de vestiging in Muiden zat de omzet al geruime tijd in een neerwaartse spiraal. Medewerkers meldden in 2001 dat 'het veel rustiger in de winkel was sinds de ombouw naar A&P'. Er zou fors marktaandeel zijn ingeleverd. Bij de A&P hypermarkt in Arnhem bleef het klantenaantal redelijk op peil, maar daalde de gemiddelde besteding. Voor de medewerkers van de filialen was de oorzaak duidelijk. Het commercieel beleid van de Hermans Groep deugde in hun ogen niet. Zo waren de prijzen in de zes filialen over de volle breedte verhoogd. Voor lage prijzen hoefden klanten niet meer in de auto te stappen, aldus het personeel, terwijl ook de folder te weinig trekkers bood. Het falende commercieel beleid was mede het gevolg van de leegloop die bij A&P hypermarkten heeft plaatsgevonden. Van het oude Maxis-management was niemand meer over.